# Gårdaskrapan
Gårdaskrapan var en planerad skyskrapa i Göteborg.
2006 fick bostadsbolaget Poseidon tillåtelse att bygga flerbostadshuset som skulle ha blivit Göteborgs högsta hus. Byggnaden skulle få 33 våningar och bli 97 meter högt. Huset skulle få drygt 150 lägenheter med fasad i tegel med undantag för den västra delen som skulle få stora glasytor, som inbyggda balkonger.
I april 2008 meddelade markägaren Poseidon att huset inte kommer att byggas på grund av för höga byggkostnader. På platsen byggs istället ett hus på 13 våningar.